# Basileus
Basileus, altgriechisch Βασιλεύς Basileús (Genitiv Βασιλέως Basiléōs), neugriechisch Βασιλιάς Vasiliás, deutsch ‚König‘ bzw. Βασιλεύς Vasiléfs, war der Titel mehrerer griechischer Herrscher sowie der Kaiser des Byzantinischen Reiches.
Die weibliche Form lautet Basílissa, altgriechisch Βασίλισσα. Der Begriff wurde für Gemahlinnen eines Königs und für selbst regierende Monarchinnen verwendet.

## Herkunft des Wortes
Die Etymologie des Wortes „Basileus“ ist unklar. Die meisten Linguisten nehmen an, dass es ein nicht-griechisches Wort ist, das in der griechischen Bronzezeit von im östlichen Mittelmeerraum bereits existierenden Sprachen übernommen wurde.
Der Begriff „Basileus“ (qa-si-re-u /gwasileus/) fand sich bereits auf Täfelchen der Linearschrift B aus dem 13. bzw. frühen 12. Jahrhundert v. Chr., die in mehreren mykenischen Palastarchiven gefunden wurden. Ursprünglich war „qasireu“ die Bezeichnung für bestimmte Beamte. Die genaue Funktion und Stellung des „gwasileus“ ist unklar und unter Historikern umstritten. Fest steht nur, dass der Begriff keinen Monarchen bezeichnete.
Die Bedeutung des Wortes entwickelte sich später schrittweise zu „König“ weiter, wie bereits die Epen Homers anklingen lassen, in denen ein „Basileus“ allerdings in der Regel noch kein „Alleinherrscher“ („Monarch“) war, sondern ein „Großer“, wobei es in einem Gemeinwesen durchaus mehrere solcher Big Men geben konnte. In archaischer Zeit sind Basileis in mehreren Orten als gewählte Amtsträger bezeugt.

## Mykenische Zeit und „Dunkle Jahrhunderte“
In der mykenischen Palastzeit (ca. 1400 bis 1190/80 v. Chr.) wurden die Herrscher der griechischen Staaten nach Ansicht der meisten Forscher als „Wanax“ (Linear-B: „wa-na-ka“) bezeichnet. Der Titel „Wanax“ (aus „Ϝαν-άγειν“, „[ein Heer] führen“) – der später durch Wegfall des Lautwertes Digamma zu „Anax“ wurde – wird zumeist als „hoher König“ übersetzt und bedeutet wohl „König, der Oberhoheit über andere Könige ausübt“. „Anax“ ist zumindest der Titel, den Agamemnon und Priamos später in Homers Ilias führten. Die Stellung eines „Anax“, der Macht über mehrere lokale „Basileis“ ausübte, passt zu einer protofeudalen Gesellschaftsstruktur, wie sie im bronzezeitlichen Griechenland nach Ansicht mehrerer Forscher existierte. Bemerkenswert indes ist, dass der „qa-si-re-u“ – ausweislich der Linear-B-Texte – offenbar lediglich ein untergeordneter, vielleicht mit Erzabbau oder Metallverhüttung befasster lokaler Funktionsträger war.
Wie sich aus diesem Amt in den „Dunklen Jahrhunderten“ zwischen dem 12. und dem 8. vorchristlichen Jahrhundert die Bezeichnung eines lokalen „Großen“ entwickeln konnte, wird in der Forschung noch diskutiert. Als sicher gilt, wie erwähnt, dass „Basileus“ anfangs eher einen Adligen als einen Monarchen bezeichnete; so werden bei Homer und Hesiod fast immer mehrere „Basileis“ nebeneinander erwähnt (offenbar oblag ihnen insbesondere die Rechtsprechung in einer Gemeinde). So sagt bei Homer der „Basileus“ Alkinoos über sich selbst: „Hervorgehoben als basileis walten zwölf führende Männer hier im Volk, und ich bin der dreizehnte“ (Hom. Odyssee 8,390f.). Eine archaische Inschrift aus Chios erwähnt gewählte basileis und daneben weitere Beamte. Auch die Übernahme des ursprünglich nicht-griechischen Wortes „Tyrann“ als zunächst wertfreie Bezeichnung für einen Alleinherrscher legt nahe, dass die Griechen um 700 v. Chr. kein eigenes Wort für einen Monarchen besaßen – auch nicht „Basileus“.

## Klassisches Griechenland und Hellenismus
In der weiteren Geschichte der griechischen Staaten wurde der Titel „Basileus“ dann aber zunehmend als Bezeichnung für einen Monarchen verwendet; das ursprüngliche „(W)anax“ wurde zur poetischen oder mythologischen Herrschaftsbeschreibung umgewertet. Als Bezeichnung für Adlige setzte sich statt Basileus nun Aristoi („die Besten“) oder Eugeneis (εὐγενεῖς, „die Wohlgeborenen“) durch, während „Tyrannos“ bald immer mehr die Bedeutung „illegitimer Herrscher“ annahm. In klassischer Zeit galt den Griechen vor allem der persische König als der „Basileus“ schlechthin; auch der makedonische Monarch wurde so bezeichnet. Der persische König wurde unter Aufnahme seiner Selbstbezeichnung auch „Basileus Megas“ („Großkönig“) oder „Basileus Basileon“ („König der Könige“) genannt. Dass ein „Basileus“ im griechischen Kontext hingegen bis zuletzt nicht zwingend ein Monarch sein musste (wie die gängige deutsche Übersetzung als „König“ suggeriert), zeigt der Blick auf Sparta, wo es nicht nur einen, sondern immer gleich zwei „Basileis“ gab, die zudem nur beschränkte Vollmachten besaßen und eher als Inhaber eines erblichen Heerführeramtes angesprochen werden müssen. Auch in mehreren Poleis auf Kreta belegen Inschriften, dass es dort Kollegien aus gewählten „Basileis“ gab.
Seit dem 5. vorchristlichen Jahrhundert galt der „Basileus“ den griechischen Philosophen als „legitimes“ Gegenstück zum Tyrannen: Für Aristoteles (384–322 v. Chr.) war ein „Basileus“ ein „guter“ Alleinherrscher, ein „Tyrannos“ hingegen ein illegitimer Gewaltherrscher. Dabei ist allerdings zu beachten, dass für Aristoteles eine legitime Alleinherrschaft über Griechen allenfalls theoretisch möglich war; Königtum war für ihn und, soweit die Quellenlage diesen Schluss erlaubt, auch für die übrigen Hellenen eine „barbarische“ Staatsform, die mit dem Wesen der Polis unvereinbar war: Für Skythen, Perser oder Makedonen mochte ein „Basileus“ angemessen sein, nicht aber für die Griechen seiner Zeit. Aristoteles’ Behauptung, die Monarchie sei in Hellas der Aristokratie, diese wiederum der Demokratie vorangegangen, ist lange Zeit unkritisch übernommen worden; erst in jüngster Zeit sind immer mehr Historiker der Ansicht, entgegen dieser späteren Konstruktion des Philosophen habe es in archaischer Zeit in den meisten griechischen Staaten überhaupt kein Königtum gegeben (siehe oben).
Nicht jeder Alleinherrscher durfte sich auch „Basileus“ nennen; „Basileus“ war möglicherweise ein dynastisch legitimierten Herrschern vorbehaltener Titel. Im demokratischen klassischen Athen wurde der Titel „Basileus“ für einen der Archonten verwendet, hier allerdings nur symbolisch in der Priesterfunktion („Archon basileus“).
Die Bedeutung von „Basileus“ als Monarch setzte sich im Hellenismus endgültig durch. Der Titel „Basileus“ wurde von Alexander dem Großen und seinen Nachfolgern in Ägypten, Syrien, Kleinasien und Makedonien, den Diadochen, verwendet. Als die Römer den hellenistischen Osten eroberten, wurde die Bezeichnung „Basileus“ dort rasch inoffiziell auch auf den römischen Kaiser übertragen.

## Byzantinisches Reich
Seit 629 war „Basileus“ der offizielle Titel der oströmischen (byzantinischen) Kaiser, die sich bis dahin stets als „Autokrator“ bzw. „Imperator“ bezeichnet hatten. Inoffiziell war „Basileus“ bereits spätestens seit der römischen Reichsteilung von 395 gebräuchlich; die Einwohner der griechischsprachigen Osthälfte des Römischen Reiches hatten als Bezeichnung des Kaisers bereits im Prinzipat neben „Autokrator“ (als Übersetzung von „Imperator“) und „Sebastos“ (σεβαστός, als Übersetzung von „Augustus“) auch „Basileus“ benutzt. Der oströmisch-byzantinische „Basileus“ war „Gesalbter Herrscher“ beziehungsweise „Herrscher in Gottes Auftrag“.
Der byzantinische Basileus musste nicht – wie in hellenistischer Zeit – „purpurgeboren“, also herrschaftlicher Abstammung, sein. Vielmehr blieb prinzipiell die alte römische Praxis wirksam, der zufolge das Kaiseramt nicht erblich war. Andererseits drangen früh viele Elemente der hellenistischen Herrscherideologie in die byzantinische ein.
Kaiser Herakleios war der erste oströmische Herrscher, der in offiziellem Kontext den Titel „Basileus“ wählte. Erstmals ist der Gebrauch dieser Titulatur am 21. März 629 bezeugt. Herakleios zeigte damit sowohl eine Zuwendung zur griechischen Kultur, die sein Herrschaftsgebiet dominierte, als auch eine Abkehr von der römischen Tradition. Die lateinische Sprache, die noch im 6. Jahrhundert eine wichtige Rolle im oströmischen Reich gespielt hatte, wurde in Byzanz nun endgültig zu einer Fremdsprache.
Durch ständige Eingriffe sowohl der Germanen als auch der oströmischen Herren waren die traditionellen römischen Herrschertitel wie „Caesar“, „Augustus“ und „Imperator“ zudem entwertet und allzu inflationär gebraucht worden. „Basileus“ bedeutete fortan nicht mehr "König", sondern "Kaiser".
Mit dem Titel „Basileus“ erhoben die jeweiligen Herrscher – wie beispielsweise die Staufer im Heiligen Römischen Reich – auch einen religiösen Führungsanspruch. Im Gegensatz zum Investiturstreit im Westen des Römischen Reiches blieb die religiöse Komponente des Amtes im Osten relativ unversehrt. Der Titel „Basileus“ wird so auch nach dem Fall von Byzanz in verschiedenen orthodoxen Nationalkirchen verwendet.

## Karolingische Ära und Heiliges Römisches Reich
Am 25. Dezember 800 ließ sich der fränkische König Karl der Große in Rom von Papst Leo III. zum (west-)römischen Kaiser krönen. Damit beanspruchte er zugleich den oströmischen Thron, da der Basileus in Konstantinopel kürzlich verstorben und noch kein Nachfolger ernannt worden war. Zur Legitimation wollte Karl die Kaiserwitwe Irene, die zwischenzeitlich in eigenem Namen herrschte, heiraten. Irene allerdings lehnte ab und begründete dies mit der „niederen Abstammung“ des „Germanen“ Karl. Zwar war Karl als Sohn des fränkischen Königs Pippin der Jüngere königlichen Blutes, jedoch war Pippin bei Karls Geburt selbst noch nicht regierender Herrscher – demnach war Karl nicht „purpurgeboren“. Nach dem Tod von Karls Sohn Karlman kam es unter Basileus Michael Rhangabes zu einer provisorischen Anerkennung des Kaisers.
In der Blüte des Heiligen Römischen Reiches wurde der Titel von den deutschen Kaisern im diplomatischen Verkehr mit Byzanz dann doch beansprucht: Otto der Große wurde vom byzantinischen Kaiser Johannes Tsimiskes als „Mit-Basileus“ anerkannt. Zudem heiratete sein Sohn Otto II. im Jahre 972 Theophanu, die Nichte des Basileus. Allerdings war nach byzantinischer Lesart stets nur der Ostkaiser der wahre Basileus ton Rhomaion, der „Kaiser der Römer“, während der Westkaiser allenfalls ein Basileus ton Phranggion, ein „Kaiser der Franken“, war.

## Neuzeit
Die Letzten, die unter dem Titel „Basileus“ herrschten, waren bis 1974 die Könige von Griechenland, zuletzt Konstantin II.
Wie schon die älteren römischen Herrschertitel endete auch der Basileus als Höflichkeits- und Namensbezeichnung. Schon mächtige Familien in byzantinischen Herrschaftsbereich nannten ihre Kinder bald Basileus, um ihren Anspruch auf den Thron zu demonstrieren – teilweise auch mit Erfolg.
Abwandlungen des Namens wie „Basil“ oder „Wassili“ sind auch heute noch gebräuchlich, vor allem im griechischen und slawischen Sprachraum.